# Алекперов, Хайям Мухтар оглы
Хайям Мухтар оглы Алекперов (азерб. Xəyyam Muxtar oğlu Ələkbərov) — азербайджанский и советский зоолог-териолог, кандидат биологических наук (1963).

## Биография
Хайям Мухтар оглы Алекперов родился в 1925 году. С 1951 года работал в Институте зоологии Академии наук Азербайджанской ССР. В 1963 году защитил диссертацию на соискание учёной степени кандидата биологических наук. Занимал должность старшего научного сотрудника лаборатории наземных позвоночных Института зоологии Академии наук Азербайджанской ССР.
Впоследствии стал заведующим лабораторией териологии Института зоологии Национальной академии наук Азербайджана. Занимался изучением зоогеографии, фаунистики и экологии грызунов, насекомоядных и рукокрылых. В 1953 году посетил Азыхскую пещеру, где занимался сборами рукокрылых, и дал схематическое описание подземелья. Наряду с Д. Г. Туаевым, А. И. Ханмамедовым, Ф. Ф. Алиевым и другими Хайям Алекперов изучал позвоночных животных с целью разработки биологических основ воспроизводства полезных видов и мероприятий по борьбе с вредными формами.

## Семья
- Жена — Халида Гулиева, старший научный сотрудник Института ботаники Национальной академии наук Азербайджана[5].
  - Сын — Ильхам Алекперов, доктор биологических наук, профессор, член-корреспондент Национальной академии наук Азербайджана[5].

## Научные работы

### Книги
- Алекперов Х. М. Млекопитающие Юго-Западного Азербайджана. (Автореф. канд. дисс.). — Баку, 1963.
- Алекперов Х. М. Млекопитающие юго-западного Азербайджана. — Баку, 1966. — 148 с.

### Статьи
- Алекперов Х. М. Испытание фосфид-цинка в борьбе с мышевидными грызунами в условиях Азербайджана // Из доклада на 1-м Закавказском совещании по учету и прогнозу численности грызунов. — Ереван, 1951. — Июль.
- Алекперов Х. М. Некоторые данные о размножении лесной сони в условиях Азербайджана // ДАН Азерб. ССР. — 1956. — Т. ХІІ, № 12.
- Алекперов Х. М. Материалы к вопросу учета и прогноза численности общественной полевки в Азербайджане // Труды научной конференции Азербайджанской противочумной станции. — 1957.
- Алекперов Х. М. Некоторые соображения о перспективах изменения фауны млекопитающих низменной части Азербайджана в связи с реконструкцией её природы // Изв. АН Азерб. ССР. — 1958. — Т. ХІІ, № 5.
- Алекперов Х. М. Новые данные о распространении дикобраза в Азербайджане // ДАН Азерб. ССР. — 1958. — Т. ХІІ, вып. 4.
- Алекперов Х. М. К вопросу динамики и прогноза численности общественной полёвки в Азербайджане // ДАН Азерб. ССР. — 1959. — Т. ХV, вып. 8. — С. 719-724.
- Алекперов Х. М., Ерофеева С. Н. О фауне и экологии летучих мышей (Chiropteга) Нагорно-Карабахской автономной области Азербайджанской ССР // Материалы науч. сессии, посвящённой итогам и перспективам развития зоологических исследований в Азербайджане : книга. — Баку, 1961.
- Алекперов Х. М., Ерофеева С. Н. О рукокрылых (Chiroptera) Нагорно-Карабахской Автономной области Азербайджанской ССР // Зоологический журнал. — 1962. — Т. 44, вып. 5. — С. 744-749.
- Алекперов Х. М. Фауна млекопитающих Юго-Западного Азербайджана в связи с особенностями ландшафта и деятельностью человека // Зоогеография суши : Тезисы 3-го Всесоюзного совещания по зоогеографии суши. — Ташкент, 1963. — С. 5-8.
- Алекперов Х. М., Кафаров М. К. Ландшафтно-экологическая характеристика структуры ареала водяной крысы в Азербайджане // Четвертая межвузовская зоогеографическая конференция : Тезисы докладов. — Одесса, 1964. — С. 5-8.
- Эйгелис Ю. К., Алекперов Х. М., Мехтиев А. И., Полтавдев Н. Н. Некоторые особенности размножения песчанки Виноградова в условиях Нахичеванской АССР // Известия АН Азерб. ССР. Серия биологических наук. — 1967.
- Алекперов , Рахматулина И. К. К фауне рукокрылых Азербайджана // Материалы по фауне и экологии наземных позвоночных Азербайджана. — 1975. — С. 4-13.
- Алекперов Х. М., Ерофеева С. Н. К распространению желтогорлой мыши (Apodemus tauricus Pall.) в Азербайджане // Материалы по фауне и экологии наземных позвоночных Азербайджана. — 1975.
- Алекперов Х. М., Эйгелис Ю. К., Ахвердов Н. И. Некоторые особенности распределения краснохвостой и малозийской песчанок (Meriones erythrourus Gray, M. trist rami Thom.) на юго-западе Азербайджана // Материалы по фауне и экологии наземных позвоночных Азербайджана. — 1975.
- Алекперов Х. М., Ерофеева С. Н. Рахматулина И. К. Современное состояние некоторых видов млекопитающих Азербайджана // Редкие млекопитающие фауны СССР : книга. — М.: Наука, 1976. — С. 28-35.
- Алекперов Х. М., Гошуналиев А. Г. К изучению морфологических особенностей длиннохвостовой белозубки (Grocidura güldenstaedti Pall., 1811) в Азербайджане // Известия АН Азерб. ССР. Серия биологических наук. — 1987.